# Campanha presidencial de Heloísa Helena em 2006
A campanha presidencial de Heloísa Helena em 2006 foi suportada pela Frente de Esquerda, coligação política formada nas eleições gerais brasileiras de 2006 por Partido Comunista Brasileiro (PCB), Partido Socialismo e Liberdade (PSOL) e Partido Socialista dos Trabalhadores Unificado (PSTU), caracterizada pela oposição à esquerda ao governo Lula (e consequentemente à tentativa de reeleição do presidente Luiz Inácio Lula da Silva) e pelo não-alinhamento às demais frentes de oposição, como a da coligação PSDB–PFL/DEM. A Frente de Esquerda apresentou a candidatura da então senadora Heloísa Helena para a Presidência da República em 2006.
A Frente foi inicialmente proposta ainda em 2005 através de um manifesto lançado pelo PSTU durante o Fórum Social Mundial em Porto Alegre, RS. Depois de diversas discussões, entre elas a polêmica em torno da vice-presidência que terminou ocupada pelo sociólogo César Benjamin (a proposta do PSTU era que fosse ocupada pelo metalúrgico e sindicalista José Maria de Almeida) foi finalmente conformada em maio de 2006.[carece de fontes?]

## Discussões programáticas
A constituição da frente se baseia em um programa que foi discutido entre as direções dos partidos que a conformam.[carece de fontes?]
A primeira base de acordo tem a ver com uma postura anti-imperialista. O texto comum defende a ruptura com o imperialismo e uma campanha contra o pagamento das dívidas externa e interna com base na campanha do Jubileu Sul:

A proposta de um novo projeto alternativo econômico e social exige mudanças estruturais que o capitalismo brasileiro nunca realizou e, nos marcos da globalização neoliberal, estão mais distantes do que nunca porque não poderão ser realizadas sem uma ruptura com a dominação imperialista".— [carece de fontes?]
Além disso, é incorporada uma avaliação da importância das lutas diretas:

Queremos disputar este espaço institucional, construir um polo de esquerda e eleger parlamentares. Mas consideramos que a campanha eleitoral, assim como os eventuais mandatos, deverão estar a serviço das lutas diretas dos trabalhadores, do povo pobre, das demandas democráticas, anti-imperialistas, ecológicas, enfim, contra todas as injustiças promovidas pelo capital contra a maioria do povo e a vida, porque as lutas diretas são determinantes para conquistar as mudanças favoráveis para a maioria do povo. São as lutas diretas as que podem fazer avançar realmente o país para o socialismo.— [carece de fontes?]
Por último, a questão da independência de classe em relação à burguesia (grandes empresários, banqueiros e latifundiários). Assim, essa frente eleitoral de esquerda não inclui nenhum partido ligado a estes setores e não aceita suas doações para a campanha.[carece de fontes?]

## Reedições da coligação e tentativas
Desde 2006, tentou-se repetir a coligação formada, nas eleições nacionais, estaduais e municipais. Em 2010 não houve sucesso e, apesar da proposição do PSTU, a composição de 2006 também não foi reeditada na eleição presidencial de 2014, principalmente pela pré-candidatura de Randolfe Rodrigues (PSOL-AP). A despeito da divergência no campo nacional, a coligação foi reeditada em três estados na eleição para governador, na Paraíba (abortada), no Distrito Federal, em Sergipe e no Ceará.
Em eleições municipais, a Frente de Esquerda foi em 2008 a opção preferencial quase que automática, no entanto, a mesma só ocorreu em 10 cidades em todo o país nas eleições seguintes, em 2012.